# Gandakí
Provincie Gandakí (nepálsky गण्डकी प्रदेश) je jednou ze sedmi federálních provincií zřízených současnou ústavou Nepálu, která byla vyhlášena 20. září 2015. Hlavním městem provincie je Pókhara. Na severu hraničí s Tibetskou autonomní oblastí, na východě s provincií Bágmatí, na západě s provincií Karnali a na jihu s provincií Lumbiní a indickým Bihárem. Celková plocha provincie je 21 500 km2 - asi 15 % celkové rozlohy země. Podle posledního sčítání lidu tu žije 2,4 mil. obyvatel. Krišna Čandra Nepálí je současným hlavním ministrem provincie Gandakí.

## Geografie
Provincie má rozlohu 21 773 km2 což je asi 14,66 % celkové rozlohy Nepálu. Stát se rozprostírá mezi 27°-20' severní šířky ~ 29°-20' severní šířky a 82° 52' východní délky ~ 85°-12' východní délky. Z hlediska terénu se provincie rozprostírá v himálajské, kopcovité a nížinné oblasti Teraj; 5 919 km2 (26,8 %) rozlohy spadá pod oblast Himálaje, 14 604 km2 (67,2 %) rozlohy spadá pod oblast pahorkatin (kopců) a 1310 km2 (6 %) rozlohy spadá pod region Teraj.